# Henrietta (Carolina del Norte)
Henrietta es un lugar designado por el censo ubicado en el condado de Rutherford en el estado estadounidense de Carolina del Norte. La localidad en el año 2010, tenía una población de 461 habitantes.

## Geografía
Henrietta se encuentra ubicado en las coordenadas 35°15′32″N 81°47′47.91″O / 35.25889, -81.7966417.